# Friedhof der Schwestern der Christlichen Lehre aus Nancy (Heisdorf)

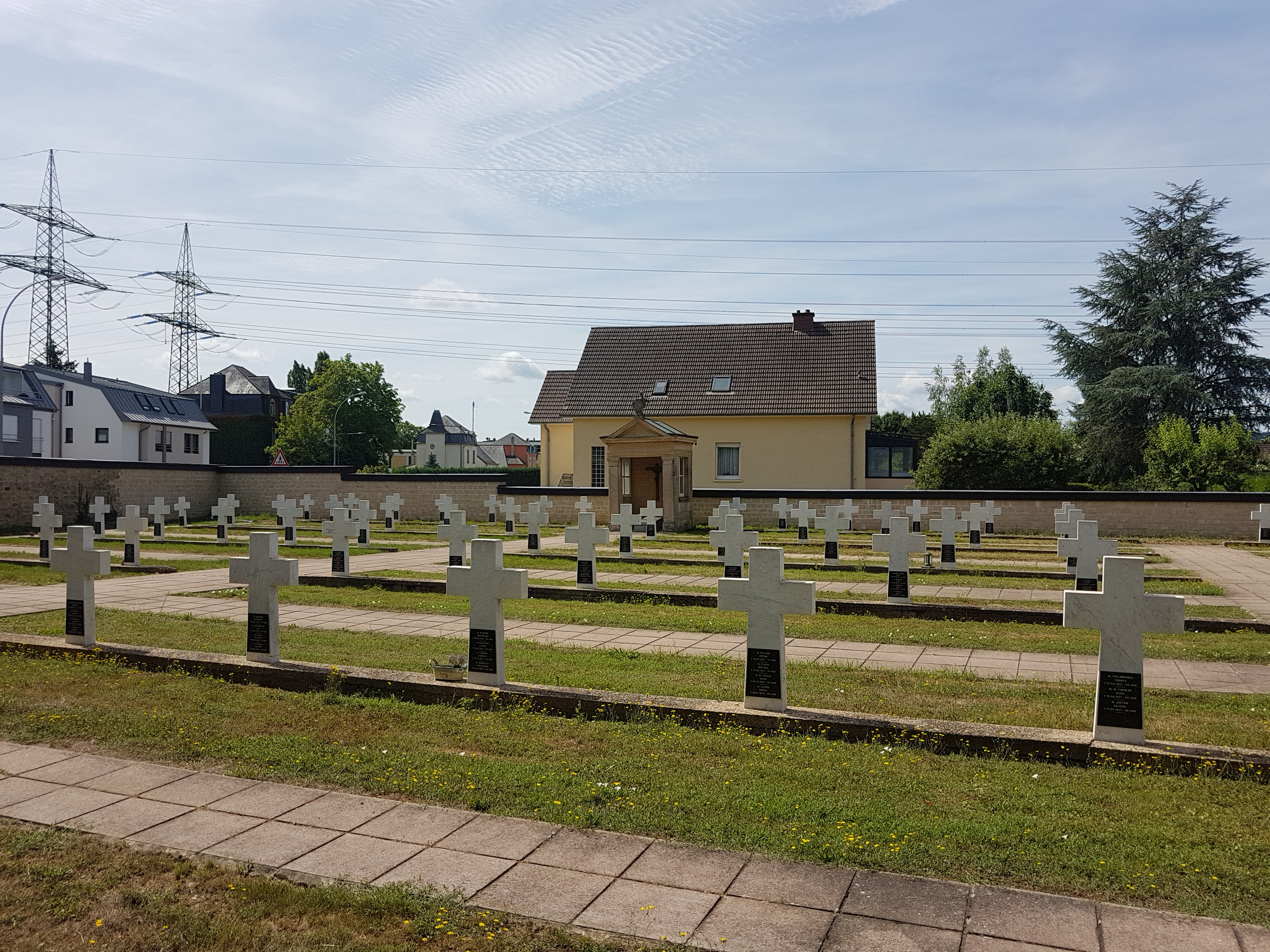
Friedhof der Schwestern der Christlichen Lehre aus Nancy im Ortsteil Heisdorf

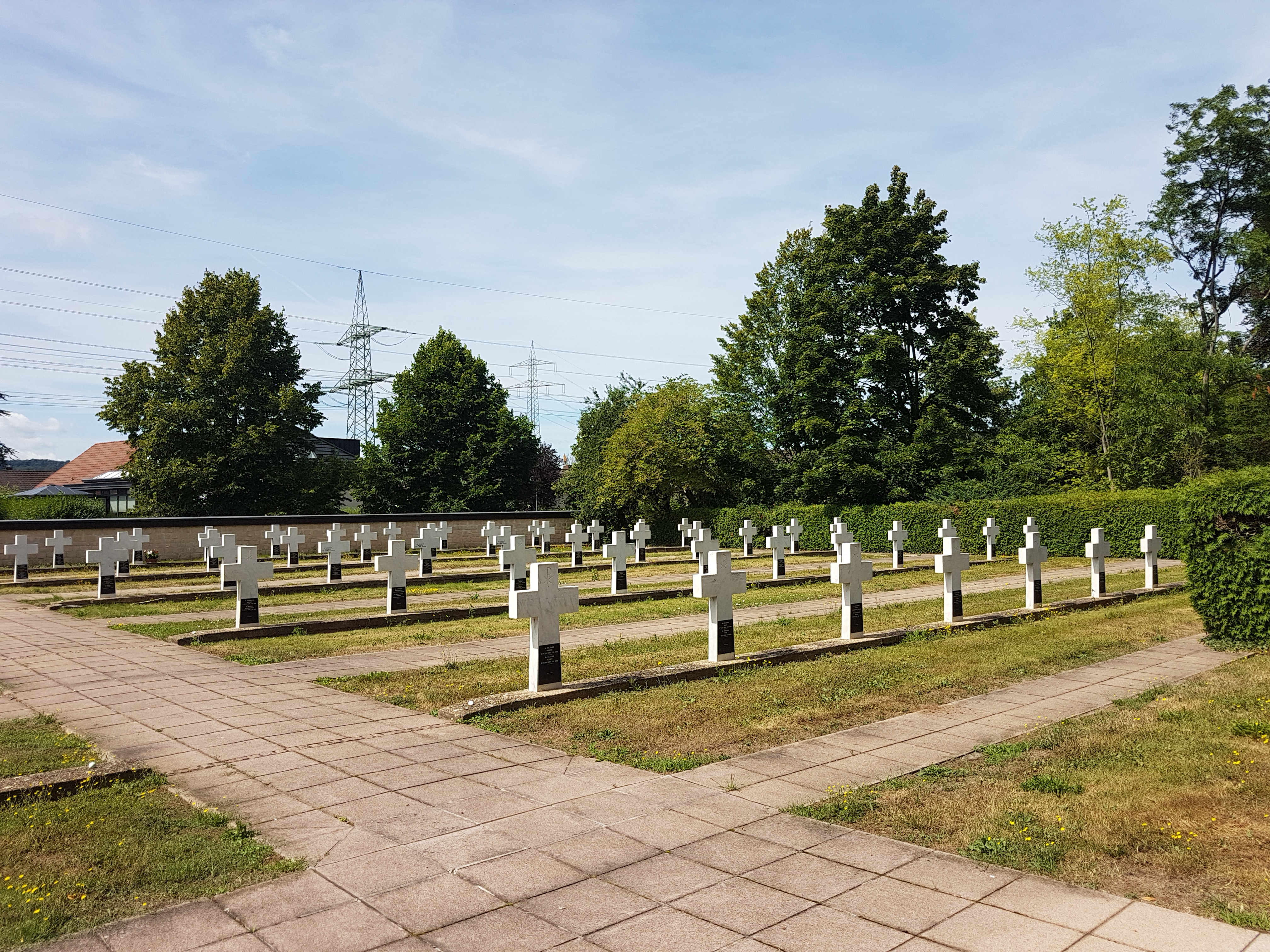

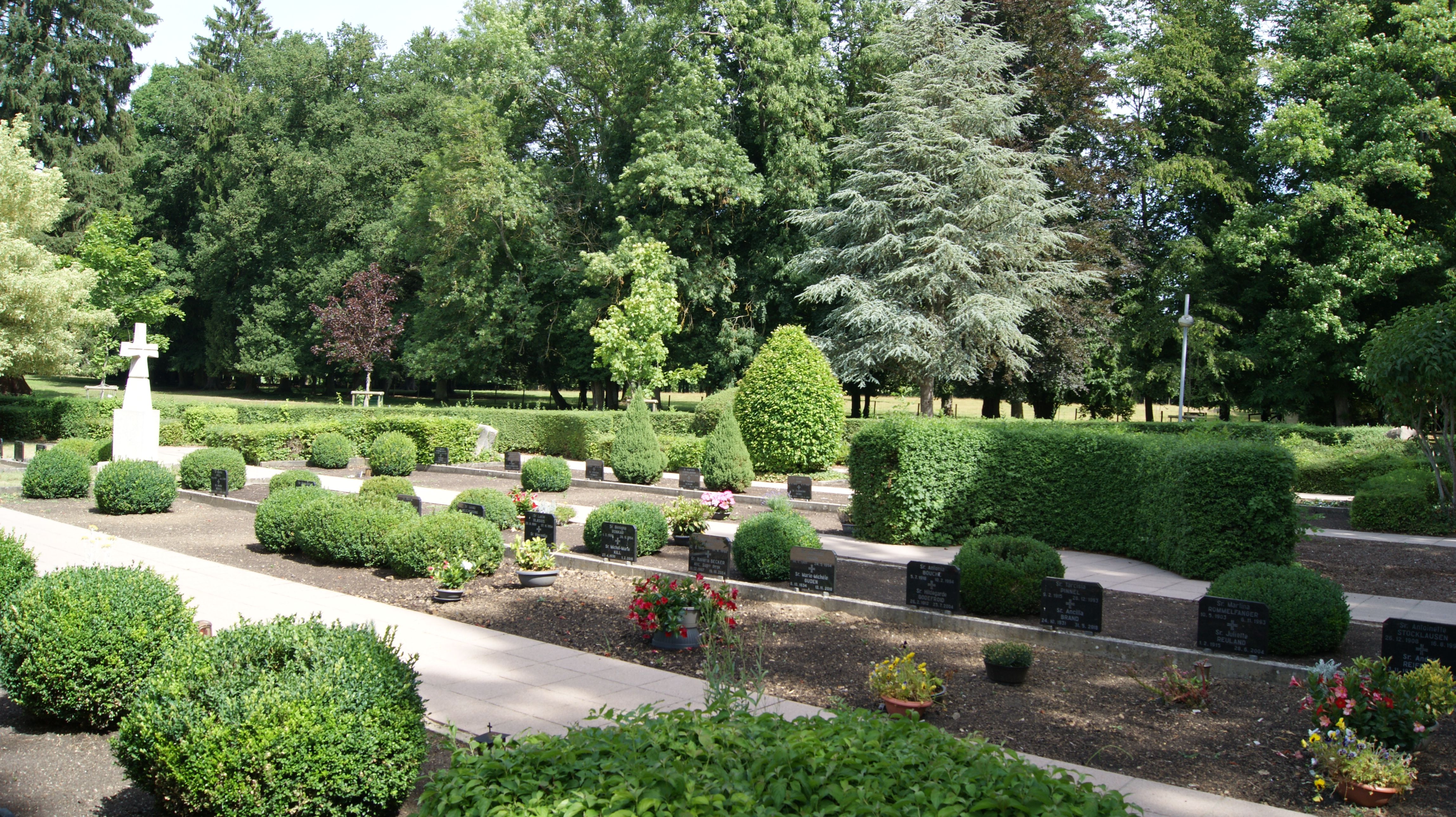

Der Friedhof der Schwestern der Christlichen Lehre aus Nancy (lux.: Kierfecht vun der Schwëstere vun der Doctrine chrétienne; franz.: Cimetiére des Sœurs de la Doctrine Chrétienne de Nancy) ist im Ortsteil Heisdorf in der Gemeinde Steinsel im Großherzogtum Luxemburg.
Der Friedhof liegt am Ende des Parks des Schloss Heisdorf. Schloss Heisdorf steht im Eigentum der Schwestern der Christlichen Lehre von Nancy (lux.: Schwëstere vun der Doctrine chrétienne; franz.: Sœurs de la Doctrine Chrétienne de Nancy, Abk.: DC), die darin seit Beginn des 20. Jahrhunderts ein Altenwohnheim führen. Der Friedhof, das Schloss Heisdorf sowie der Park liegen an der Hauptstraße (N7/E421) im Alzettetal im Kanton Luxemburg. Der Friedhof grenzt an die Rue Maria Teresa (siehe: Maria Theresia) und bildet am südlichen Ende einen Abschluss des Parks von Schloss Heisdorf.
Der Friedhof wurde 1919 für die Schwestern der Kongregation angelegt. In den Jahren 1952 und 1991 wurde er erweitert. Über 700 Ordensschwestern sind dort begraben.
1980 wurde auf dem Friedhof nach Plänen des Architekten André Haagen eine Leichenhalle errichtet. Mit dieser Leichenhalle soll auch an die 1964 im Kongo ermordeten Ordensschwestern gedacht werden.